# طباق نفاح
الطُّبَّاقُ النَّفَّاحُ (باللاتينية: Dittrichia graveolens) هي نوع نباتي يتبع جنس الطُّبَّاقِ من الفصيلة النجمية.